# Deir Wartan
Deir Wartan, das Wartan-Kloster (arabisch دير وارطان oder دير القديس وارطان), ist ein Kloster des römisch-katholischen Ordens der Jesuiten in der syrischen Stadt Aleppo, das dem Apostolischen Vikariat Aleppo untersteht. Das Kloster spielte nach 2003 bei der Versorgung irakischer, später auch syrischer Flüchtlinge eine wichtige Rolle. Seit September 2012 ist es durch Kriegseinwirkung eine Ruine.

## Standort
Das Kloster Deir Wartan steht im Stadtteil al-Midan an der Nordseite der Straße al-Sanubri (شارع الصنوبري, „Kolophonium-Straße“) etwa 400 m nordöstlich der armenisch-katholischen Dreifaltigkeitskirche (Swartnoz), 200 m nordwestlich der armenisch-apostolischen Kirche St. Georg (Surp Kework) und 300 m nördlich der armenisch-apostolischen Kirche St. Gregor der Erleuchter (Surp Krikor Lusaworitsch).

## Name
Das Kloster hat als Schutzheiligen den armenischen Heerführer Wartan Mamikonian (armenisch Վարդան Մամիկոնյան, 387–451), der in der Schlacht von Wartananz fiel. Der Name wird häufig als Deir Vartan wiedergegeben, was der armenischen Aussprache des Վ als stimmhafter labiodentaler Frikativ [⁠v⁠] entspricht. Dieser Laut existiert im Arabischen nicht. Im arabischen Namen (دير وارطان) beginnt der Name des Heiligen mit Wāw (ﻭ) und wird als labialisierter stimmhafter velarer Approximant [⁠w⁠] wie beispielsweise in „Wadi“ (واد) gesprochen.

## Geschichte
Das Wartan-Kloster wurde 1936 von Jesuiten in Aleppo erbaut, um mit Katholiken in der Stadt Gottesdienste zu feiern. In einem Flügel wurde eine armenisch-katholische Schule eröffnet, die bis 1967 und dann noch einmal von 1973 bis 1992 als Anwar-Schule in Betrieb war. Die Schule wurde vom Kloster Unserer Frau von Bzommar (Deir Saida, Libanon) geleitet. Die Studenten setzten ihre Ausbildung in Bzommar oder der armenisch-katholischen Schule in Rom fort. Der andere Teil des Klosters diente gemeinnützigen und sozialen Projekten der Jesuiten. Neben der Kirche besaß das Kloster auch ein Schultheater, Jugendspielplätze, Fitnessstudios und Clubs.
Nach der Invasion der USA in Irak 2003 kamen Millionen von irakischen Flüchtlingen nach Syrien, darunter viele Christen. Im Jahre 2008 begann der Flüchtlingsdienst der Jesuiten (JRS), im jesuitischen Bildungs- und Begegnungszentrum (Deir Vartan Center) mit irakischen Flüchtlingen zu arbeiten. Mit Beginn des Bürgerkriegs kamen ab 2011 Binnenflüchtlinge hinzu, so dass hier nun irakische und syrische Flüchtlinge unterschiedlicher Glaubensrichtungen und Herkunft unter einem Dach zusammen kamen. Als die Feindseligkeiten in Aleppo immer bedrohlicher wurden, schloss der JRS das jesuitische Bildungs- und Begegnungszentrum Deir Vartan im August 2012 aus Sicherheitsgründen und setzte seine Arbeit „an einem anderen Ort“ fort. Ende September 2012 war das Gebäude zwischen Rebellen und Regierungstruppen umkämpft und wurde durch Granatbeschuss mit Mörsern schwer beschädigt. Da keine Flüchtlinge und Mitarbeiter mehr anwesend waren, wurde dabei von diesen niemand verletzt.
Am 10. April 2013 wurde an der Faisal-Straße (شارع فيصل) im Zentrum Aleppos ein Gesundheitszentrum des Klosters mit verschiedenen medizinischen Fachgebieten eröffnet. Das Kloster selbst ist bis heute eine Ruine.